# Vlist (commune)
Pour les articles homonymes, voir Vlist.
Vlist est une ancienne commune néerlandaise, en province de Hollande-Méridionale. Elle a été intégrée à la nouvelle commune de Krimpenerwaard le 1er janvier 2015.